# Rogóźno (Łęczna)
Pour les articles homonymes, voir Rogóźno.
Rogóźno (prononciation : [rɔˈɡuʑnɔ]) est un village polonais de la gmina de Ludwin dans le powiat de Łęczna de la voïvodie de Lublin dans l'est de la Pologne.
Il se situe à environ 8 kilomètres au nord-est de Ludwin (siège de la gmina), 12 kilomètres au nord-est de Łęczna (siège du powiat) et 32 kilomètres au nord-est de Lublin (capitale de la voïvodie).

## Histoire
De 1975 à 1998, le village est attaché administrativement à l'ancienne Voïvodie de Lublin.

Depuis 1999, il fait partie de la nouvelle voïvodie de Lublin.